# Скопофобия
Скопофобия или скоптофобия е фобия от това да бъдеш видян.
Журнал от 1906 г. в областта на това, което е сега психиатрия пише:

| „ | Тогава има страх от това да бъдеш видян и стеснителност, която някой вижда в убежището.<...> Ние го наричаме скопофобия — болезнен страх от това да бъдеш видян. В по-малка степен това е болезнена стеснителност и пациента покрива с ръце лицето си. В по-голяма степен пациентът ще избягва посетителя и винаги ще избягва от неговото зрително поле, където това е възможно. Скопофобията е по-често изявена при жени, отколкото при мъже. | “ |

По-нататък на стр. 285 скопофобията е дефинирана като „страх да виждаш хора или да бъдеш видян от тях, особено от странни лица“.